# Hemicythere hornibrooki
Hemicythere hornibrooki is een mosselkreeftjessoort uit de familie van de Hemicytheridae. De wetenschappelijke naam van de soort is voor het eerst geldig gepubliceerd in 1969 door Swanson.